# Волошка притиснута
Волошка притиснута (Cyanus depressus) — рослина роду волошка родини айстрових.

## Загальна біоморфологічна характеристика

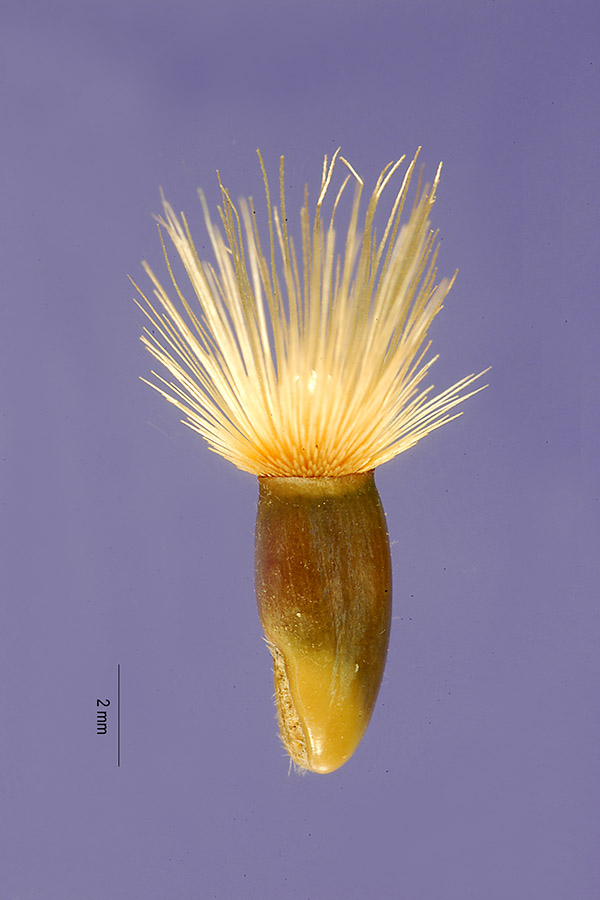
Насіння волошки притиснутої

Однорічна рослина 10–60 см заввишки, притиснуто павутинисто запушена, основа кожного павутинистого волоска тонка, нерозширена.
Стебла одиночні жорсткі, прямостоячі, по всій довжині або трохи вище основи розгалужені на прості або мало-гіллясті гілки. Прикореневі й нижні стеблові листки довгасто-обернено-ланцетні, рідше довгасто-обернено-яйцюваті, на верхівці тупі або гоструваті, цілокраї або розставлено дрібно зазубрені, іноді ліроподібно перисто надрізані, короткочерешкові, решта від довгастих до ланцетно-лінійних, на загостреній верхівці закінчуються маленьким вістрям, цілокраї, сидячі, середні стеблові листки 2,5–7 см завдовжки і 0,5–1,2(2) см завширшки. Кошики зібрані в волоть або майже щиток. Обгортка яйцеподібна (13)15–17 мм завдовжки і 9–13 мм завширшки, гола. Придатки нижніх і середніх листочків обгортки округло-трикутні, по краю сріблясто-білобахромчаті з трикутною темною плямою посередині, придатки верхніх (внутрішніх) листочків дрібніші, буруваті з коротшою бахромою по краю. Віночок серединних квіток фіолетовий, крайових — синій або синьо-фіолетовий, 5–8 роздільний, частки віночка крайових квіток ланцетно-яйцюваті або ланцетні, іноді квітки бувають іншого забарвлення: синього, блакитного або рожевого. Сім'янки оберненояйцюваті, 3–4.5 мм завдовжки і 1,5–1,8 мм завширшки. Чубчик 3–3,5 мм завдовжки, внутрішній втричі коротше зовнішнього та з більш вузькими щетинками.
Цвіте в травні — жовтні.

## Екологія
Росте на покладах і засмічених місцях, по краях ариків. Віддає перевагу легким піщано-суглинним ґрунтам, але зростає і на мергелистих глинистих ґрунтах.

## Поширення

### Природнийареал
- Азія
  - Західна Азія: Афганістан; Іран; Туреччина
  - Кавказ: Вірменія; Азербайджан; Грузія; Російська Федерація — Передкавказзя, Дагестан
  - Середня Азія: Киргизстан; Таджикистан; Туркменистан; Узбекистан
  - Індійський субконтинент: Індія — Джамму і Кашмір; Пакистан
- Європа
  - Східна Європа: Україна — Крим
  - Південно-Східна Європа: Болгарія
  - Південно-Західна Європа: Іспанія

### Ареалнатуралізації
- Африка
  - Північна Африка: Туніс
- Азія
  - Західна Азія: Сирія
- Європа
  - Південно-Східна Європа: Греція; Італія — Сицилія
- Північна Америка
  - Південь США — Меріленд
  - Південний Захід США — Невада

### Адвентивнийареал
- Європа
  - Середня Європа: Бельгія; Німеччина
  - Південно-Західна Європа: Франція

## Господарське значення
Засмічує посіви зернових культур, бавовнику, зустрічається на парових полях, покладах, пустирях. Захисні заходи: очищення посівного матеріалу, дотримання сівозміни, лущення стерні, рання глибока зяблева оранка, передпосівна обробка ґрунту, весняне боронування озимих, хімічна прополка. Медонос.

## Систематика
1808 року волошка притиснута була описана Фрідріхом Августом Маршалом фон Біберштейном і віднесена до роду Centaurea. Однак 1972 року чеський ботанік Їржі Сояк відніс цю рослину до роду Cyanus, який 1754 був виділений Філіпом Міллером з роду Centaurea. Тож деякі сучасні систематики вказують прийнятою назвою цього виду Cyanus depressus (M.Bieb.) Soják, а Centaurea depressa вказують як синонім, в той же час, інші вказують прийнятою назвою Centaurea depressa, а Cyanus depressus — синонімом.